# 방향족산
방향족산(芳香族酸, 영어: aromatic acid)은 방향족 화합물의 한 종류이다. 방향족산은 방향족 고리 및 유기산 작용기를 가지고 있는 물질들을 포함한다. 방향족산에는 다음과 같은 몇 가지 범주들이 있다.
- 페놀산: 방향족 고리와 유기 카복실산 작용기를 가지고 있는 물질 (C6-C1 골격).
- 하이드록시신남산
- 방향족 아미노산

## 같이 보기
- 방향족 화합물